# Einen Sommer lang
Einen Sommer lang (Originaltitel: Sommarlek) ist ein in Schwarzweiß gedrehtes schwedisches Liebesdrama von Ingmar Bergman aus dem Jahr 1951.

## Handlung
Inmitten der Proben zu einer Aufführung von Schwanensee bekommt die Balletttänzerin Marie ein Päckchen zugestellt: Es enthält das Tagebuch ihrer Jugendliebe Henrik. Nach einem Streit mit ihrem Freund David, einem Zeitungsreporter, betritt sie kurzentschlossen eine Fähre, die sie zu der Insel bringt, wo sie ihre Jugendzeit verbrachte.
In mehreren längeren Rückblenden erinnert sie sich an den Sommer vor 13 Jahren, in dem sie sich in den Studenten Henrik verliebte. Die gemeinsame glückliche Zeit endete abrupt, als Henrik bei einem Badeunfall starb. Marie schottete ihre Gefühle gegen ihre Außenwelt ab und ließ sich auf eine Affäre mit ihrem Onkel Erland ein.
Marie trifft ihren Onkel und erfährt, dass dieser ihr Henriks Tagebuch zukommen ließ, weigert sich aber, den Kontakt wieder aufzunehmen. Zurück am Theater kommt es zu einer erneuten Auseinandersetzung zwischen David und ihr, weil, wie er sagt, sie sich weigere, sich gänzlich auf ihre Beziehung einzulassen. Sie überreicht ihm Henriks Tagebuch mit der Bitte, dieses zu lesen, um sie besser zu verstehen. Die Schlussszene deutet an, dass die beiden sich näherkommen werden.

## Hintergrund

### Produktion und Filmstart
Einen Sommer lang entstand zwischen dem 3. April und 18. Juni 1950 in den Råsunda Film Studios in Filmstaden, Solna, in Saltsjöbaden und auf Dalarö. Das Drehbuch basierte in Teilen auf einem bereits 1945 verfassten Manuskript Bergmans. Der Film startete – aufgrund einer Krise in der schwedischen Filmindustrie – mit einem Jahr Verspätung, am 1. Oktober 1951 in den schwedischen und am 13. November 1953 in den deutschen Kinos.

### Position in Bergmans Werk
Wie bereits in Durst (1949) und An die Freude (1950) verarbeitete Bergman in Einen Sommer lang seine gescheiterte zweite Ehe mit Ellen Lundström und dazu eine Beziehung aus jungen Jahren.
Für den auf den skandinavischen Film spezialisierten Autor Hauke Lange-Fuchs stellte Einen Sommer lang auch den Auftakt einer Reihe so genannter Sommerfilme dar, die vor dem Hintergrund des schwedischens Sommers spielten und mehrheitlich einen für Bergman ungewohnten heiteren Ton anschlugen. Zu diesen zählte er, neben Einen Sommer lang, Die Zeit mit Monika (1953), Lektion in Liebe (1954) und Das Lächeln einer Sommernacht (1955).
Vor der ersten Rückblende tritt in Einen Sommer lang eine den Tod repräsentierende, dunkel gewandete Figur auf, Henriks unheilbar erkrankte Tante, die entgegen allen Voraussagen weiterlebt. Bei ihrem zweiten Auftritt wird sie beim Schachspiel mit dem Pastor gezeigt. Journalist Stig Björkman sah in ihr einen Todesboten und einen Vorgriff auf den Schach spielenden Tod in Das siebente Siegel (1957). Bergman bestätigte: „Ja, sie ist der Tod. Sie tritt in dem Augenblick auf, in dem das Stück sich verdunkelt.“
Bergman zählte Einen Sommer lang zu seinen wichtigsten Filmen, weil er hier erstmals zu einem eigenen Stil fand: „Ich wußte plötzlich, daß ich die Kamera an die richtige Stelle stellte, daß ich die richtigen Ergebnisse bekam, daß die Dinge stimmten.“

## Rezeption
Die Reaktionen in der schwedischen Presse waren einhellig positiv. Der französische Filmemacher und Kritiker Jean-Luc Godard bezeichnete Einen Sommer lang als „einen der schönsten Filme überhaupt“.
Das Lexikon des internationalen Films urteilte rückblickend: „Eine Analyse zwischenmenschlicher und erotischer Bindungen und der Grenzen, die ihnen durch äußere Umstände und seelische Dispositionen gesetzt sind.“
Der Evangelische Film-Beobachter zog folgendes Fazit: „Ein mehr melancholischer als schonungslos offenbarender Film Ingmar Bergmans.“